# کاظم گیلان‌پور
محمدکاظم گیلان‌پور (درگذشته ۱۳۹۵) نویسنده، مترجم، مفسر ورزشی، مدیر و راهنمای فدراسیون‌های کوهنوردی و اسکی در ایران و اروپا و نخستین مربی کوهنوردی ایران بود. گیلان‌پور سردبیر هفته‌نامه کیهان ورزشی در دهه ۱۳۵۰ خورشیدی و از نویسندگان نامدار در روزنامه‌نگاری ورزشی بود.

## زندگی‌نامه
گیلانپور در دانشکده حقوق دانشگاه تهران تحصیل کرده بود و به زبان‌های فارسی، فرانسه و انگلیسی مسلط بود. وی همچنین از مدرسه کوهنوردی شامونی فارغ‌التحصیل شد. گیلان‌پور نقش مهمی در تحولات روزنامه‌نگاری ورزشی در دهه‌های ۱۳۴۰ و ۱۳۵۰ خورشیدی داشت و در کنار نویسندگانی همچون مهدی دری و د. اسدالهی از شاخص‌ترین نویسندگان ورزشی بود. محمدکاظم گیلان‌پور از نخستین افراد ایرانی بود که راه قسمت شمالی علم کوه از طریق سیاه سنگ را همراه محمد پروری و جلیل کتیبه‌ای گشود. وی در سال‌های پایانی عمر خود به تدریس اسکی می‌پرداخت. وی «کیهان ورزشی» را با صدرالدین الهی که هنوز دکترای خویش را از فرانسه نگرفته بود راه‌اندازی کرد. او بعد از انقلاب ۱۳۵۷ به لندن مهاجرت نمود و با همسر و دو فرزندش لیلا و کاوه در منطقه هاتفوردشر اقامت گزید و سپس در کیهان لندن مشغول به کار شد. در روز ۱۴ فوریه ۲۰۱۷ در سن ۹۵ سالگی در کشور آندورا درگذشت.